# Ptychopseustis baringensis
Ptychopseustis baringensis is een vlinder van de familie van de grasmotten (Crambidae), uit de onderfamilie van de Glaphyriinae. De wetenschappelijke naam van deze soort is voor het eerst voorgesteld door David John Lawrence Agassiz in een publicatie uit 2022.
De soort komt voor in Kenia.